# Wasz prezydent, nasz premier
Wasz prezydent, nasz premier – tytuł artykułu wstępnego Adama Michnika opublikowanego w „Gazecie Wyborczej” 3 lipca 1989, postulującego „sojusz demokratycznej opozycji z reformatorskim skrzydłem obozu władzy” i jednocześnie hasło wzywające do podziału władzy w Polsce: przyzwolenia opozycji solidarnościowej na prezydenta wywodzącego się z PZPR w przypadku zgody na solidarnościowego premiera. Autorami sloganu byli Juliusz Rawicz i Helena Łuczywo.
Hasło to wywołało kontrowersje zarówno wśród opozycji demokratycznej, jak i obozu władzy. Z jednej strony postulowany układ zmieniał ustalenia Okrągłego Stołu, dając opozycji większą władzę, z drugiej jednak zmuszał do natychmiastowego wzięcia odpowiedzialności wobec fatalnej sytuacji gospodarczej państwa. Choć było to żądanie przyspieszenia przemian, artykuł nie wzywał do natychmiastowego przejęcia pełni władzy – przynajmniej w krótkim terminie jej część miała pozostać w rękach PZPR i jej satelitów, pomimo ich klęski w wyborach do sejmu kontraktowego i do senatu w czerwcu 1989.
Sam artykuł był analizą sytuacji politycznej w ówczesnej Polsce oraz wezwaniem do realizacji woli wyborców. Adam Michnik wezwał do utworzenia „silnego i wiarygodnego układu władzy” (z solidarnościowym premierem) jako jedynego możliwego, wobec sytuacji międzynarodowej i braku kontroli nad resortami siłowymi w Polsce, sposobu by „ruch demokratyczny zwyciężył stalinowską nomenklaturę bez rewolucji i przemocy” i na „wyjście z totalitarnego komunizmu”. Według Roberta Krasowskiego, autora Po południu, sama koncepcja przejęcia stanowiska premiera była już wcześniej lansowana w elitach opozycji przez Jarosława Kaczyńskiego oraz Jacka Kuronia i spotkała się z dużym sprzeciwem; artykuł Adama Michnika miał być upublicznieniem i wsparciem dla tego pomysłu.

## Reakcje na artykuł
Duża część opozycji (Jan Nowak-Jeziorański, Karol Modzelewski, Ryszard Bugaj, Andrzej Stelmachowski, Janusz Onyszkiewicz) uznała to żądanie podziału władzy za przedwczesne. 6 lipca „Gazeta Wyborcza” zamieściła polemiczny artykuł Karola Modzelewskiego Nie róbmy rządu, nie idźmy stąd.
14 lipca 1989 slogan skrytykował przyszły premier Tadeusz Mazowiecki w artykule Spiesz się powoli, opublikowanym na łamach „Tygodnika Solidarność”, wskazując, że opozycja solidarnościowa nie dysponuje programem gospodarczym umożliwiającym udział we władzy.

## Konsekwencje
Do postulowanego przez Michnika utworzenia gabinetu w wyniku porozumienia Obywatelskiego Klubu Parlamentarnego z tzw. reformatorskim skrzydłem PZPR nie doszło. Wygrała koncepcja Lecha Wałęsy, która zakładała stworzenie koalicji OKP-ZSL-SD i uzyskanie większości wobec PZPR. 17 sierpnia 1989 Wałęsa wraz z przewodniczącymi Zjednoczonego Stronnictwa Ludowego i Stronnictwa Demokratycznego zawiązali formalną koalicję. Przywódca „Solidarności” przedstawił wówczas trzy kandydatury na premiera: Tadeusza Mazowieckiego, Bronisława Geremka i Jacka Kuronia, z których koalicjanci wybrali tę pierwszą. Mazowiecki przyjął propozycję Wałęsy i 19 sierpnia został desygnowany na stanowisko prezesa Rady Ministrów przez prezydenta Wojciecha Jaruzelskiego. 24 sierpnia Sejm PRL X kadencji (tzw. Sejm kontraktowy) powołał go na ten urząd i w ten sposób hasło „Gazety Wyborczej” zostało zrealizowane już po półtora miesiąca. 12 września Sejm zatwierdził przedstawiony przez Mazowieckiego skład jego rządu.